# Lamballe Terre et Mer
Lamballe Terre et Mer est une communauté d'agglomération française, créée au 1er janvier 2017 et située dans le département des Côtes-d'Armor, en région Bretagne.

## Historique
L'intercommunalité est créée au 1er janvier 2017 par arrêté préfectoral du 30 novembre 2016. Elle est formée par fusion de trois communautés de communes, la communauté de communes Arguenon - Hunaudaye, la communauté de communes de la Côte de Penthièvre et Lamballe Communauté, étendue à six communes issues de la communauté de communes du Pays de Du Guesclin (Éréac, Lanrelas, Rouillac, Sévignac, Trédias et Trémeur), à deux communes issues de la communauté de communes du Pays de Matignon (Hénanbihen et Saint-Denoual) et cinq communes issues de la communauté de communes du Pays de Moncontour (Hénon, Moncontour, Plémy, Quessoy et Trédaniel).
Le 1er janvier 2019, la communauté de communes devient communauté d'agglomération et, à la même date, les communes de Lamballe, Morieux et Planguenoual se regroupent  pour former Lamballe-Armor.
L'intercommunalité fait aussi partie du Pays de Saint-Brieuc au sens de la loi Voynet.

## Territoire communautaire

### Géographie
Située au centre-est du département des Côtes-d'Armor, l'intercommunalité Lamballe Terre et Mer regroupe 38 communes et s'étend sur 912,9 km2.

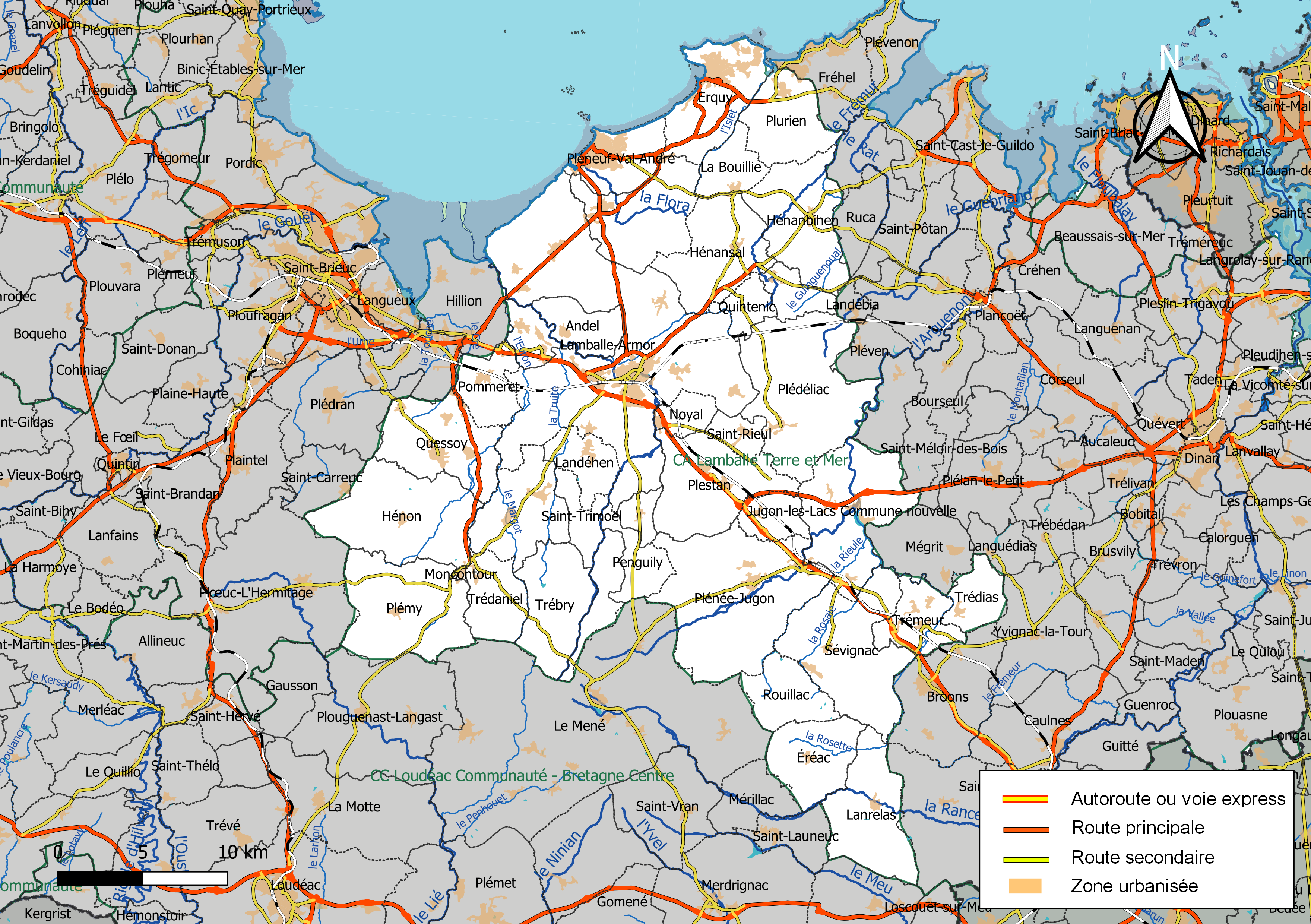
Carte de l'intercommunalité Lamballe Terre et Mer au 1er janvier 2019.

### Composition

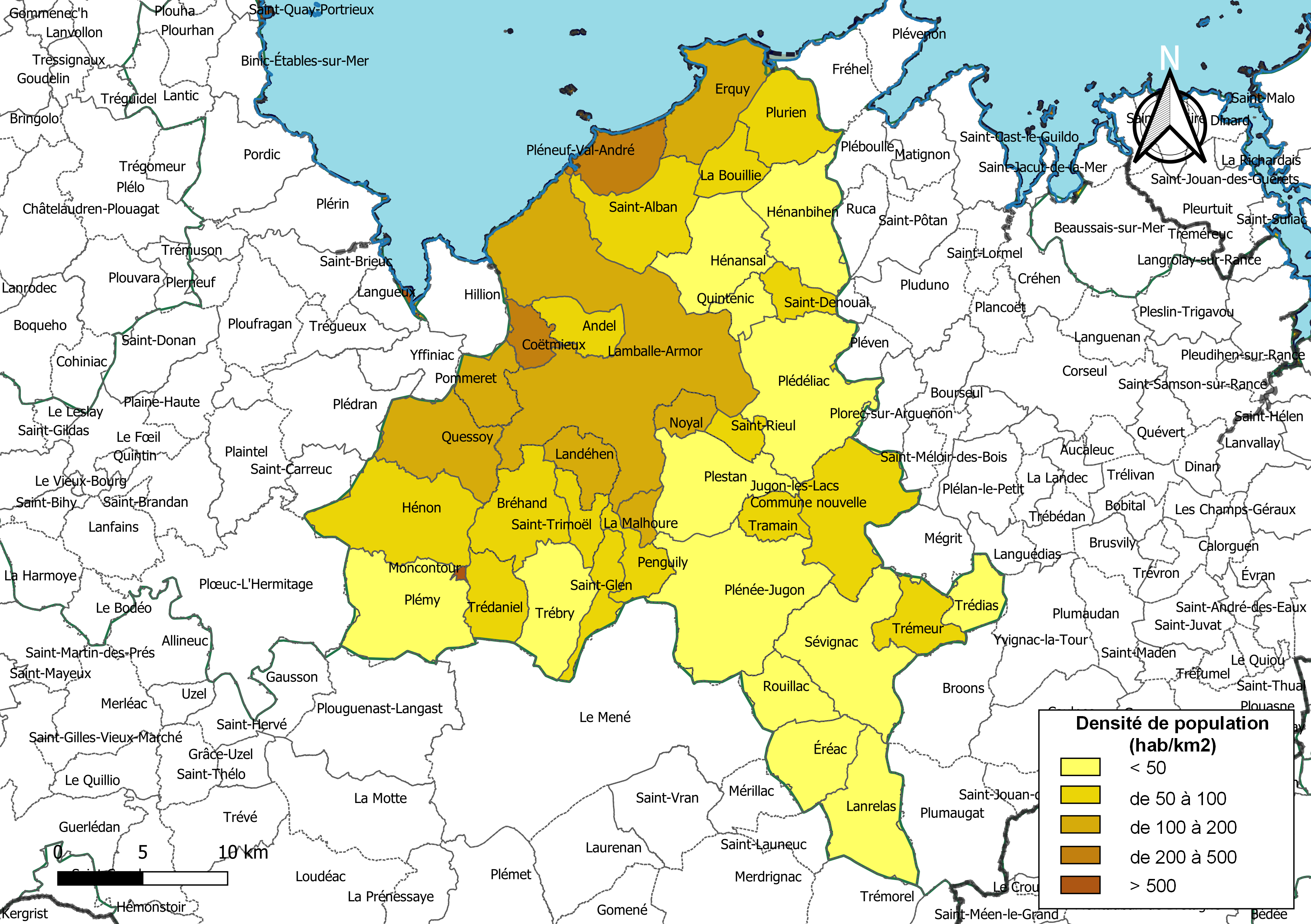
Carte des densités de population (millésimée 2016) des communes de l'intercommunalité Lamballe Terre et Mer. Composition en communes au 1er janvier 2019.

La communauté d'agglomération est composée des 38 communes suivantes :

| Nom                    | Code Insee | Gentilé         | Superficie (km2) | Population (dernière pop. légale) | Densité (hab./km2) |
| ---------------------- | ---------- | --------------- | ---------------- | --------------------------------- | ------------------ |
| Lamballe-Armor (siège) | 22093      | Lamballais      | 130,65           | 16 911 (2022)                     | 129                |
| Andel                  | 22002      | Andelais        | 12,2             | 1 170 (2022)                      | 96                 |
| La Bouillie            | 22012      | Lambolliens     | 10,91            | 845 (2022)                        | 77                 |
| Bréhand                | 22015      | Bréhandais      | 24,95            | 1 695 (2022)                      | 68                 |
| Coëtmieux              | 22044      | Coëtmieusiens   | 8,02             | 1 840 (2022)                      | 229                |
| Éréac                  | 22053      | Éréacais        | 21,21            | 676 (2022)                        | 32                 |
| Erquy                  | 22054      | Réginéens       | 26,46            | 3 929 (2022)                      | 148                |
| Hénanbihen             | 22076      | Hénanbihannais  | 31,65            | 1 429 (2022)                      | 45                 |
| Hénansal               | 22077      | Hénansalais     | 29               | 1 263 (2022)                      | 44                 |
| Hénon                  | 22079      | Hénonnais       | 40,87            | 2 315 (2022)                      | 57                 |
| Jugon-les-Lacs         | 22084      | Jugonnais       | 38,03            | 2 528 (2022)                      | 66                 |
| Landéhen               | 22098      | Landéhennais    | 11,8             | 1 445 (2022)                      | 122                |
| Lanrelas               | 22114      | Lanrelasiens    | 29,4             | 866 (2022)                        | 29                 |
| La Malhoure            | 22140      | Malhourins      | 5,02             | 621 (2022)                        | 124                |
| Moncontour             | 22153      | Moncontourois   | 0,48             | 742 (2022)                        | 1 546              |
| Noyal                  | 22160      | Noyalais        | 6,8              | 981 (2022)                        | 144                |
| Penguily               | 22165      | Penguilais      | 10,49            | 608 (2022)                        | 58                 |
| Plédéliac              | 22175      | Plédéliacais    | 51,75            | 1 602 (2022)                      | 31                 |
| Plémy                  | 22184      | Plémytains      | 40,04            | 1 583 (2022)                      | 40                 |
| Plénée-Jugon           | 22185      | Plénéens        | 61,36            | 2 533 (2022)                      | 41                 |
| Pléneuf-Val-André      | 22186      | Pléneuviens     | 17,07            | 4 094 (2022)                      | 240                |
| Plestan                | 22193      | Plestannais     | 32,81            | 1 637 (2022)                      | 50                 |
| Plurien                | 22242      | Pluriennais     | 21,65            | 1 513 (2022)                      | 70                 |
| Pommeret               | 22246      | Pommeretois     | 13,35            | 2 119 (2022)                      | 159                |
| Quessoy                | 22258      | Quessoyais      | 29,23            | 3 930 (2022)                      | 134                |
| Quintenic              | 22261      | Quintenicais    | 7,5              | 364 (2022)                        | 49                 |
| Rouillac               | 22267      | Rouillacais     | 15,77            | 402 (2022)                        | 25                 |
| Saint-Alban            | 22273      | Albanais        | 30,43            | 2 376 (2022)                      | 78                 |
| Saint-Denoual          | 22286      | Guinguenoualais | 8,61             | 490 (2022)                        | 57                 |
| Saint-Glen             | 22296      | Saint-Glénois   | 11,51            | 667 (2022)                        | 58                 |
| Saint-Rieul            | 22326      | Rieulais        | 6,37             | 548 (2022)                        | 86                 |
| Saint-Trimoël          | 22332      | Trimoëliens     | 8,35             | 521 (2022)                        | 62                 |
| Sévignac               | 22337      | Sévignacais     | 43,25            | 1 116 (2022)                      | 26                 |
| Tramain                | 22341      | Traminois       | 9,25             | 700 (2022)                        | 76                 |
| Trébry                 | 22345      | Trébritiens     | 25,12            | 822 (2022)                        | 33                 |
| Trédaniel              | 22346      | Trédanielais    | 15,92            | 896 (2022)                        | 56                 |
| Trédias                | 22348      | Trédiasais      | 11,01            | 504 (2022)                        | 46                 |
| Trémeur                | 22369      | Trémeurois      | 14,56            | 806 (2022)                        | 55                 |

### Démographie
| 1968   | 1975   | 1982   | 1990   | 1999   | 2010   | 2015   | 2021   |
| ------ | ------ | ------ | ------ | ------ | ------ | ------ | ------ |
| 52 289 | 52 158 | 53 802 | 54 829 | 56 229 | 64 704 | 67 090 | 68 589 |

## Administration

### Siège
Le siège de la communauté d'agglomération est situé à Lamballe-Armor.

### Conseil communautaire
Le conseil communautaire de la communauté d'agglomération se compose de 69 conseillers, représentant chacune des communes membres et élus pour une durée de six ans. Ils sont répartis comme suit :
| Nombre de conseillers | Communes |
| --------------------- | --- |
| 14                    | Lamballe-Armor |
| 3                     | Erquy, Pléneuf-Val-André, Quessoy ,                                                                                            |
| 2                     | Bréhand, Coëtmieux, Hénon, Jugon-les-Lacs , Landéhen, Plédéliac, Plémy, Plénée-Jugon , Plestan, Plurien, Pommeret, Saint-Alban |
| 1 (+1 suppléant)      | les 22 autres communes |

### Élus
La communauté d'agglomération est administrée par son conseil communautaire constitué en 2020 de 69 conseillers communautaires, qui sont des conseillers municipaux représentant chacune des communes membres.
À la suite des élections municipales de 2020 dans les Côtes-d'Armor, le conseil communautaire du 17 juillet 2020 a élu son président, Thierry Andrieux, maire de Hénon, ainsi que ses 15 vice-présidents et 7 conseillers délégués. 
Le bureau est remanié le 28 février 2023 à la suite du retrait des délégations de quatre vice-présidents lamballais. À cette occasion, le nombre de conseillers délégués passe de sept à trois. Depuis cette date, la liste des vice-présidents est la suivante :
|     | Attributions                                                                           | Identité                 | Qualité                           |
| --- | -------------------------------------------------------------------------------------- | ------------------------ | --------------------------------- |
| 1re | Ressources humaines, dialogue social, égalité femmes/hommes et administration générale | Nathalie Beauvy          | Maire de Saint-Alban              |
| 2e  | Adaptation au changement climatique et contractualisations                             | Jérémy Allain            | Maire de Saint-Denoual            |
| 3e  | Enfance-jeunesse                                                                       | Nathalie Travert-Le Roux | Maire de Landéhen                 |
| 4e  | Finances et prospective financière                                                     | Éric Moisan              | Maire de Jugon-les-Lacs           |
| 5e  | Solidarités et transformation numérique                                                | Catherine Drezet         | Maire de Saint-Rieul              |
| 6e  | Réduction et gestion durable des déchets                                               | Jean-Luc Couellan        | Maire de Rouillac                 |
| 7e  | Culture et petite enfance                                                              | Claudine Aillet          | Maire de Plestan                  |
| 8e  | Transitions écologiques et enjeux de biodiversité                                      | Jean-Luc Barbo           | Conseiller municipal de Coëtmieux |
| 9e  | Gestion de la ressource en eau et assainissement                                       | Jean-Pierre Omnès        | Maire de Plurien                  |
| 10e | Logement et habitat durable                                                            | Jean-Luc Gouyette        | Maire de Quessoy                  |
| 11e | Tourisme durable et responsable                                                        | Pierre Lesnard           | Adjoint au maire d'Erquy          |
| 12e | Agriculture, maritimité et souveraineté alimentaire                                    | Guy Corbel               | Maire de Trémeur                  |
| 13e | Mobilités durables                                                                     | Yves Lemoine             | Maire de Lanrelas                 |
| 14e | Gestion des crises et déploiement du très haut débit                                   | Yves Ruffet              | Maire de Bréhand                  |
| 15e | Stratégie patrimoniale et sports                                                       | Serge Guinard            | Maire de Pommeret                 |

Ensemble, ils forment le bureau communautaire pour la période 2020-2026.

### Présidence
| Période      | Période      | Identité         | Étiquette | Qualité                                                |
| ------------ | ------------ | ---------------- | --------- | ------------------------------------------------------ |
| janvier 2017 | juillet 2020 | Loïc Cauret      | PS        | Maire de Lamballe puis de Lamballe-Armor (1995 → 2020) |
| juillet 2020 | En cours     | Thierry Andrieux | PS        | Maire de Hénon (2013 → )                               |

### Régime fiscal et budget
Le régime fiscal de la communauté d'agglomération est la fiscalité professionnelle unique (FPU).